# دوري باهاماس لكرة القدم 2016–17
دوري باهاماس لكرة القدم 2016–17 هو موسم من دوري باهاماس لكرة القدم. فاز فيه Western Warriors SC ‏.